# Horornis annae
El cetia de Palaos (Horornis annae) es una especie de ave paseriforme de la familia Cettiidae endémica de Palaos.